# Chitré
Chitré est la capitale de la province d'Herrera, au Panama. Chitré est située à environ 7 km du golfe de Panama sur la péninsule d'Azuero. Dans la ville, on trouve un district, également appelé Chitré, qui est divisé en cinq zones. Ces zones sont San Juan Bautista, Llano Bonito, Monagrillo, La Arena et Chitré. La population de la ville en 2010 est de 46 191 habitants.
Le carnaval de la ville est célèbre dans tout le pays, il coïncide avec la célébration de la Semaine sainte, de Corpus Christi, et la Saint Jean-Baptiste, le saint patron de la ville.
Les fondateurs de Chitré seraient Ventura Solís, Matías Rodríguez, José Ríos, José María Benavidez, Ildelfonso Pérez, Blas Tello, Eugenio Barrera, José Burgos et Carlos Rodríguez.
La végétation de la région est principalement composée de forêt tropicale, bien que la plupart de cette forêt ait été coupée.

## Sport
L'Estadio Rico Cedeño, enceinte de 6 000 places, accueille les rencontres du club local de baseball du CB Herrera, champion national seize fois entre 1945 et 2008.

## Personnalités
- Omar Torrijos (1963-) est né à Chitré.
- L'ornithologue Francisco Delgado, découvreur du Perruche peinte d'Azuero, réside à Chitré.